# الحرب الألبانية البندقية
شُنت حرب ألبانيا والبندقية عامي 1447–1448 بين قوات البندقية والقوات العثمانية ضد الألبان بقيادة جورج كاسترويت إسكندر بك. كانت الحرب نتيجةً للنزاع بين جمهورية البندقية وعائلة دوكاغيني حول حيازة حصن داغنوم. تحرك إسكندر بك، حليف عائلة دوكاغيني، ضد العديد من المدن التي تسيطر عليها البندقية على طول الساحل الألباني، وذلك من أجل الضغط على البندقية لاستعادة حصن داغنوم. ردًا على ذلك، أرسلت الجمهورية قوة محلية لرفع الحصار عن حصن داغنوم المحاصر، وحثت الإمبراطورية العثمانية على إرسال حملة عسكرية إلى ألبانيا. في ذلك الوقت كان العثمانيون بالفعل يحاصرون حصن سفيتيغراد، ما أدى إلى تشتيت جهود إسكندر بك.
مع ذلك، تمكنت عصابة ليجه من هزيمة كلًّا من قوات البندقية والحملة العثمانية. فقد فازت العصابة على قوات البندقية في 23 يوليو 1448 على أبواب إشقودرة، وعلى العثمانيين بعد ثلاثة أسابيع، في 14 أغسطس 1448، في معركة أورونيتشا. بعد ذلك، تُركت الجمهورية مع عدد قليل من الجنود للدفاع عن «ألبانيا البندقيّة». ونتيجةً لذلك، وقّعت العصبة سلامًا عاجلًا مع جمهورية البندقية، في حين استمرت الحرب ضد الإمبراطورية العثمانية. بعد حرب ألبانيا والبندقية عامي 1447–1448، لم تَتَحدَّ البندقية إسكندر بك أو العصبة بجدية، ما سمح لإسكندر بك بتركيز حملاته ضد الإمبراطورية العثمانية.

## خلفية تاريخية
في عام 1444، تمكن إسكندر بك من توحيد الأمراء الألبان الرئيسيين تحت قيادته في عصبة ليجه، حيث أُنشئت كونفدرالية من جميع الإمارات الألبانية. التُمست الضغوط داخل العصبة، عندما نصب نيكولاس دوكاغيني -وهو عضو في عائلة دوكاغيني التي تعَد عائلة قوية في شمال ألبانيا- كمينًا لليكو زاهريا ألتيسفيري وقتله، وهو أمير داغنوم وعضو في العصبة أيضًا. نظرًا إلى أن زاهريا لا يملك أولادًا، فقد نظم نيكولاس دوكاغيني عملية القتل للحصول على داغنوم بسهولة أكبر. لم تُسجل السنة التي قُتل فيها زاهريا. تشير وثيقة من البندقية مؤرخة في 4 يناير 1445، إلى أن زاهريا كان أمير داغنوم التي أُعطيت لبوشيا، وهي أم زاهريا. يقول المؤرخ من البندقية ستيفانو ماغنو إن زاهريا قُتل على أعتاب عام 1445.

## الحملات الأولى
في ديسمبر 1447، بعد ترك قوة حماية مؤلفة من ثلاثة إلى أربعة آلاف رجل بقيادة فرانا كونتي لحراسة الحدود في حالة التوغل العثماني، توجه إسكندر بك نحو داغنوم بقوة 14,000 رجل. عرض في البداية على حامية داغنوم فرصة الاستسلام، وحاصر الحصن على الفور حين ردوا بالرفض. من أجل الضغط على البندقية، توجه إسكندر بك أيضًا نحو دراس، وهي مدينة كانت تابعة للبندقية في السابق، وقطع عن المدينة مواردها المحلية وتجارتها. أجبرت هذه الخطوة البندقية على إعادة توجيه سفينتين شراعيتين نحو دراس، كانتا في البداية متجهتين إلى كريت، من أجل مراقبة الأحداث هناك.
في ذلك الوقت، تعاملت البندقية مع إسكندر بك على أنه متمرد تابع للعثمانيين، لذلك في 4 مارس 1448، قُدّم معاش مدى الحياة من 100 دوقية ذهبية شهريًا لأي شخص يغتال إسكندر بك. في مايو، حاصرت القوات العثمانية سفيتيغراد، مما شكل إجهادًا كبيرًا لحملات إسكندر بك. في 27 يونيو 1448، أرسلت البندقية أندريا فينيير، ثم «راقبت» قلعة روزافا في سكوتاري، في محاولة لإقناع العثمانيين بغزو ألبانيا. بعد ذلك، أرسلت البندقية أيضًا فينيير للاجتماع مع إسكندر بك لإقناعه بإيقاف الأعمال العدائية، وحاولت أيضًا دفع جماعة دوكاغيني بعيدًا عن تحالفها مع إسكندر بك. على الرغم من الإجراءات التي اتخذتها البندقية، سار إسكندر بك نحو سكوتاري بلا هوادة. تحدى البندقية أيضًا لإرسال قوة لهزيمته. ومع ذلك، استمر حصار داغنوم بقوة 4000 رجل الذين نصبهم إسكندر بك.